# Aïssa
Aïssa ist ein nordafrikanischer Familienname und ein männlicher wie auch weiblicher Vorname.

## Namensträger

### Familienname
- Feiza Ben Aïssa (* 1963), tunesische Tischtennisspielerin
- Lazhar Hadj Aïssa (* 1984), algerischer Fußballspieler
- Lotfi Aïssa (* 1958), tunesischer Historiker

### Vorname
- Aïssa Diori (1928–1974), nigrische Frauenrechtlerin und Ehefrau des Staatspräsidenten Hamani Diori
- Aïssa Laïdouni (* 1996), tunesisch-französischer Fußballspieler
- Aïssa Maïga (* 1975), senegalesisch-französische Schauspielerin, Drehbuchautorin und Regisseurin
- Aïssa Mandi (* 1991), französisch-algerischer Fußballspieler